# استان سچورا
استان سچورا (به اسپانیایی: Provincia de Sechura) یک استان در پرو است که در منطقه پیورا واقع شده‌است. استان سچورا ۶٬۳۶۹٫۹۳ کیلومتر مربع مساحت و ۷۹٬۱۷۷ نفر جمعیت دارد.